# Ruud Vreeman
Rudolf Lourens (Ruud) Vreeman (Zwolle, 31 december 1947) is een Nederlands bestuurder en politicus van de Partij van de Arbeid (PvdA).

## Levensloop
Nadat hij zijn opleiding aan het Kennemer Lyceum (hbs-A) in Overveen had afgerond en de militaire dienstplicht had vervuld (1967-1968), ging Vreeman naar de Rijksuniversiteit Groningen. Van 1969 tot 1974 studeerde Vreeman daar arbeids- en organisatiepsychologie. Hij werd daarna vakbondsman (net als zijn beide grootvaders), eerst bij het NVV, daarna bij de FNV. In die periode (1985) promoveerde hij aan de Technische Universiteit Delft op een proefschrift met de titel Vakbondswerk en de kwaliteit van de arbeid.
Samen met Felix Rottenberg introduceerde hij in 1992 het duo-voorzitterschap van de PvdA. Van 1994 tot 1997 was hij lid van de Tweede Kamer, waar hij zich vooral bezighield met sociale zaken. Daarna werd hij burgemeester, eerst in Zaanstad en vanaf 2004 van Tilburg, als opvolger van Johan Stekelenburg.
De gemeenteraad van Tilburg nam op 21 oktober 2009 een motie van afkeuring aan met een meerderheid van 24 van 39 raadsleden. De gemeenteraad wilde vanwege verstoorde verhoudingen en een onwerkbare situatie niet verder met de burgemeester. Vreeman kwam in opspraak omdat hij de gemeenteraad niet direct op de hoogte stelde van overschrijding van het bouwbudget van het nieuwe Midi Theater in Tilburg. Hiervoor was een budget beschikbaar gesteld van 7,5 miljoen euro. Later bleek de verbouwing 1,9 miljoen euro duurder te zijn. Vreeman was op de hoogte van de budgettaire problemen, maar liet na om hierover de gemeenteraad te informeren. Vreeman verdedigde zich met het verweer door te schermen met aanwijzingen van corruptie van raadslid Hans Smolders, tijdens de voorbereidingen van een groot winkelcentrum. Deze beschuldiging werd wederzijds geuit. Op 4 november 2009 ging Vreeman met buitengewoon verlof; hem werd per 1 februari 2010 ontslag verleend.
Hij was van 1 november 2013 tot 2 januari 2015 waarnemend burgemeester van Groningen als opvolger van de voortijdig teruggetreden Peter Rehwinkel. Hierna was hij lid van de Eerste Kamer. In november 2016 volgde de benoeming van Vreeman tot waarnemend burgemeester van de gemeente Zaanstad per 1 december 2016. In juli 2017 heeft de gemeenteraad van Zaanstad Jan Hamming voorgedragen om daar burgemeester te worden.

## Onderscheiding
- Officier in de Orde van Oranje-Nassau (25 april 2008)

## Persoonlijk leven
Vreeman trouwde op 30 september 1972 en heeft twee kinderen.

## Trivia
- Vreeman stemde in 1995 als enige van de PvdA-Tweede Kamerfractie tegen de privatisering van de Ziektewet.
- Vreeman speelt hockey. Bij de Gron.Studs was hij keeper, hij was het eerste lid dat niet ook lid was van GSC Vindicat atque Polit. Bij MHC HBS in Bloemendaal was hij coach.